# Mesa de Chagoya
Mesa de Chagoya är en ort i Mexiko.   Den ligger i kommunen Tolimán och delstaten Querétaro Arteaga, i den centrala delen av landet, 190 km nordväst om huvudstaden Mexico City. Mesa de Chagoya ligger 2 053 meter över havet och antalet invånare är 166.
Terrängen runt Mesa de Chagoya är lite bergig. Runt Mesa de Chagoya är det ganska glesbefolkat, med 28 invånare per kvadratkilometer. Närmaste större samhälle är Colón, 17,9 km söder om Mesa de Chagoya. Trakten runt Mesa de Chagoya består i huvudsak av gräsmarker.